# Porto di Eleutherios

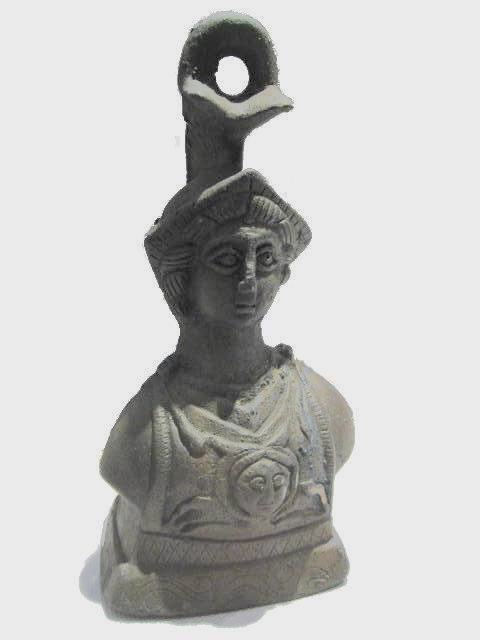
Romano di una stadera trovato nel Porto di Teodosio

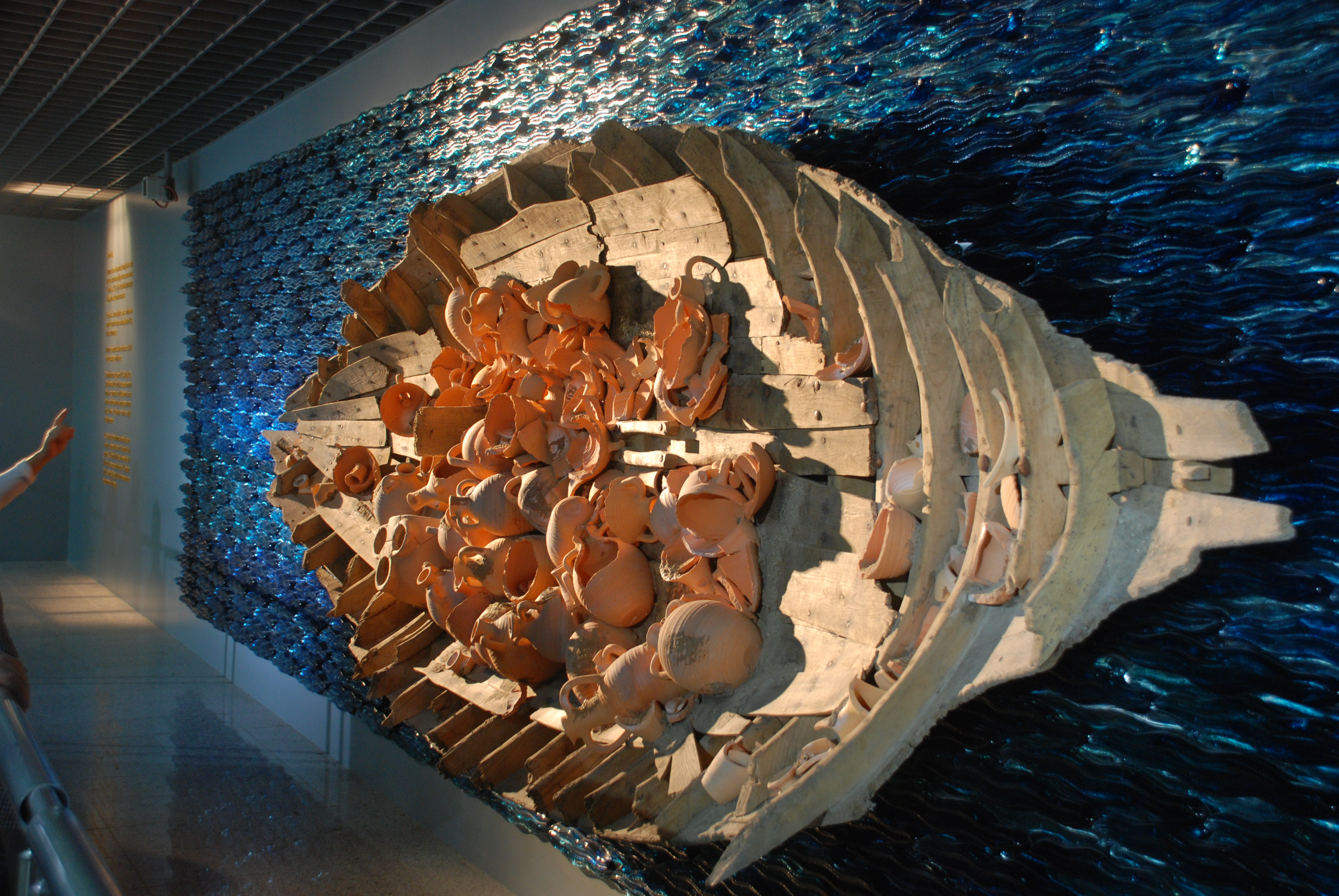
Ritrovamenti del porto in esposizione nel centro di trasferimento di Yenikapı

Il porto di Eleutherios (in greco antico: λιμήν Ἐλευθερίου?), più tardi conosciuto come il porto di Teodosio (in greco antico: λιμήν Θεοδοσίου?; in latino Portus Theodosiacus) era uno dei porti dell'antica Costantinopoli, la capitale dell'impero bizantino. 

## Ubicazione
Esso era situato a sud del moderno quartiere di Yenikapı di Istanbul, in Turchia, e si estendeva lungo il lato sud della penisola dove è costruita la città, rivolto verso il Mar di Marmara, in corrispondenza dell'estuario del Lico, l'unico corso d'acqua che attraversava la città. Gli altri porti della città erano il porto di Giuliano e il porticciolo del palazzo del Boukoleon, allo stesso modo sulla sponda meridionale, e i porti di Neorion e Prosphorion sul lato settentrionale.

## Storia
Il porto fu costruito alla fine del IV secolo durante il regno di Teodosio I; esso era il principale punto di scambio della città nella tarda antichità.
Il porto ebbe tuttavia crescenti problemi a causa del fatto che il Lico sfociava in esso: infatti, pur essendo il regime idrico del corso d'acqua torrentizio, e quindi con poca acqua per quasi tutto l'anno, le forti piogge che cadevano soprattutto nel mese di febbraio portavano molti sedimenti alluvionali nel torrente, il quale sfociava nella parte del porto situata ad ovest e nord ovest. Per evitare l'insabbiamento della parte a sudest, venne quindi costruito un muro che fungendo da barriera divise il porto in due parti.
Sebbene la parte riparata del porto avesse resistito più a lungo del resto del bacino, anch'essa fu alla fine colmata dai sedimenti. Si stima quindi che a partire dal XII-XIII secolo l'insabbiamento causato dal torrente abbia gradualmente fatto scomparire il bacino, creando al suo posto l'area chiamata Vlanga o Langabostanı, utilizzata per la coltivazione di ortaggi fino a tempi relativamente recenti.
In epoca ottomana, l'area fu edificata.
Nel novembre 2005, i lavoratori del progetto Marmaray hanno scoperto i resti insabbiati del porto. Gli scavi hanno prodotto testimonianze del porto di Teodosio del IV secolo. Lì, gli archeologi hanno scoperto le tracce delle mura della città di Costantino il Grande, e i resti di oltre 35 navi bizantine dal 7 ° al 10 ° secolo, tra cui diverse galee bizantine, di cui sino ad allora non erano mai stati trovati resti. Inoltre, lo scavo ha scoperto la più antica testimonianza di insediamento a Costantinopoli, con reperti, tra cui anfore, frammenti di ceramiche, conchiglie, pezzi di ossa, teschi di cavallo e nove teschi umani trovati in una borsa, risalenti al 6000 a.C.